# Bahnhof Glauchau (Sachs)
Der Bahnhof Glauchau (Sachs) (bis 1941 Bahnhof Glauchau) ist der Bahnhof von Glauchau in Südwestsachsen. Mit dem Haltepunkt Glauchau-Schönbörnchen hat die Stadt einen weiteren Anschluss an das Eisenbahnnetz.

## Geschichte
Am 15. November 1858 wurde der Teilabschnitt Chemnitz–Zwickau der Bahnstrecke Dresden–Werdau zusammen mit dem Bahnhof Glauchau von den Königlich Sächsischen Staatseisenbahnen eröffnet. Zunächst hatte der 680 m lange Bahnhof sieben Gleise mit insgesamt 35 Weichen. Bereits 1869 war eine Verlängerung der Bahnsteige nötig. Nach der Eröffnung der Strecke von Glauchau bis Penig am 10. Mai 1875 wurde der Bahnhof, der nun Trennungsbahnhof war, von 1876 bis 1880 erweitert. Danach erreichten die Gleisanlagen schon über einen Kilometer Länge und umfassten 62 Weichen.
Im Jahr 1908 begannen die Planungen zum grundlegenden Ausbau des Bahnhofs, der mittlerweile den verkehrlichen Ansprüchen nicht mehr genügte. 1913 wurde mit den eigentlichen Bauarbeiten begonnen, die allerdings aufgrund des Ersten Weltkriegs unterbrochen werden mussten, erst 1923 konnten sie fortgeführt werden. Errichtet wurden unter anderem eine neue Güterabfertigung, vier Stellwerke, eine Bahnmeisterei sowie zwei Brücken über den Lungwitzbach. Auch die Gleise sowie die Bahnsteige wurden grundlegend geändert und erweitert. Am 30. April 1926 wurde der neue Glauchauer Bahnhof in Betrieb genommen.
Während des Zweiten Weltkriegs wurden auf das Bahnhofsgelände mehrfach Bomben abgeworfen. Bei einem Angriff am 11. April 1945 kamen 55 Personen in einem Waggon ums Leben, 54 von ihnen waren Wehrmachtsangehörige.
Beim Jahrhunderthochwasser im August 2002 wurde die Muldentalbahn beschädigt, sodass auf ihr am 13. August 2002 der letzte Personenzug fuhr, der Güterverkehr war bereits am 1. Juli 2000 eingestellt worden.
Mitte Dezember 2014 kaufte die Stadt Glauchau das Empfangsgebäude des Bahnhofs für 30.000 Euro – damit kam die Stadt einer Versteigerung zuvor. Die Stadt übernahm den Betrieb des Gebäudes am 1. Januar 2015. Bereits am 30. Dezember 2014 wurde der personenbediente Fahrkartenverkauf eingestellt. Die Mitteldeutsche Regiobahn betreibt seit dem 14. Juni 2016 einen eigenen Fahrkartenschalter im Bahnhofsgebäude.

## Bahnbetriebswerk Glauchau

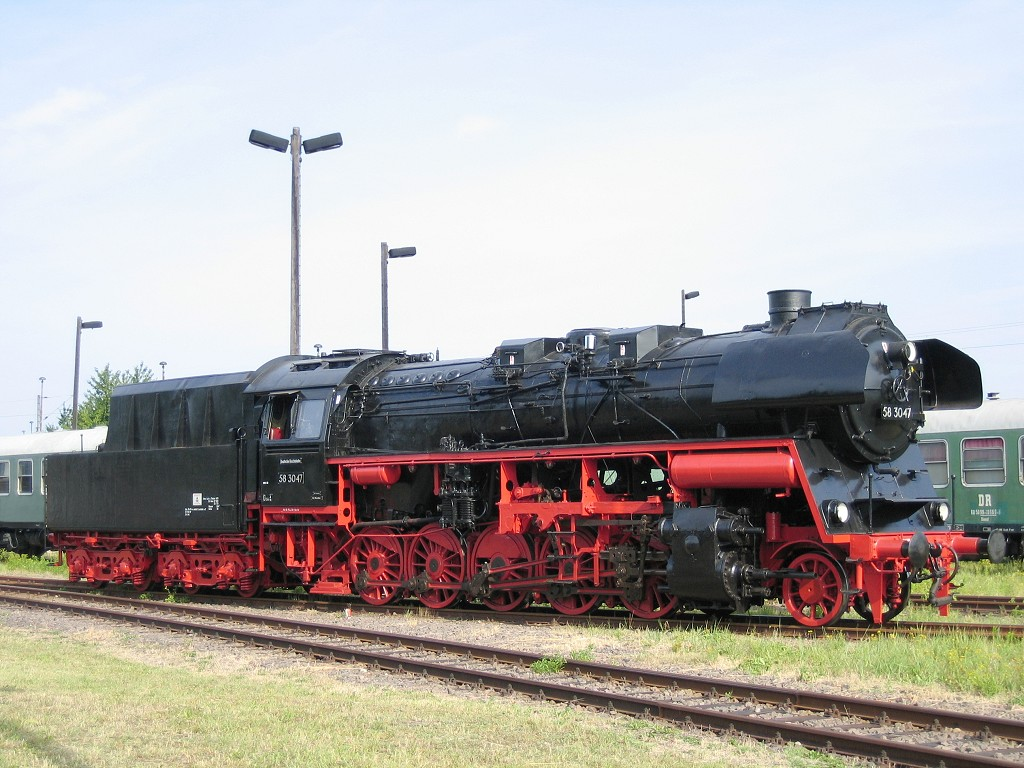
Dampflokomotive 58 3047 der IG Traditionslokomotive 58 3047 e. V. in Leipzig

Mit der Eröffnung der Muldentalbahn 1875 erhielt der Bahnhof Glauchau erstmals einen Lokschuppen samt Drehscheibe. 1916 wurde schließlich eine komplett neue Anlage inklusive Verwaltungsgebäude in Betrieb genommen, gleichzeitig wurde Glauchau zum Bahnbetriebswerk (Bw) erhoben. 1919 kam noch eine elektrische Bekohlungsanlage hinzu, 1924 wurde eine Werkstatt gebaut.
Bereits Anfang der 1980er Jahre wurden die letzten Dampflokomotiven an andere Bws abgegeben oder ausgemustert. Durch die Ölkrise in der DDR wurden ab 1984 nochmals Dampflokomotiven eingesetzt. Erst am 12. Juni 1988 fand als eines der letzten Bws der DDR der (erneute) letzte planmäßige Dampflokeinsatz statt. Bis zum 24. April 1990 wurde im Rahmen von Plandampf gelegentlich noch Dampflokomotiven vom Bw Glauchau eingesetzt. Am 1. April 1994 wurde das Bw, das zeitweise in Oelsnitz/Erzgeb. und Rochlitz Lokeinsatzstellen besaß, aufgelöst.
Heute nutzt die Interessengemeinschaft Traditionslokomotive 58 3047 e. V. die Betriebsanlagen als Vereinsunterkunft.
Lokeinsatz
Nach dem Zweiten Weltkrieg waren hauptsächlich Dampflokomotiven der Baureihen 38.10–40, 50, 50.35, 52, 58.2–5/10–21, 58.30, 75.5, 86 und 94.19–21 in Glauchau beheimatet. 1964 wurden mit der Baureihe V 60 die ersten Diesellokomotiven im Bw Glauchau stationiert. Im Laufe der Zeit kamen noch die Baureihen V 100 und V 180 hinzu.

## Verkehrsanbindung
Im Fahrplanjahr 2022 wird der Bahnhof Glauchau (Sachs) von folgenden Linien bedient:
| Linie | Linienverlauf                                                                                         | Takt (min)                    | EVU                |
| ----- | --- | ----------------------------- | ------------------ |
| RE 1  | Glauchau (Sachs) – Gößnitz – Gera – Jena-Göschwitz – Weimar – Erfurt – Gotha – Leinefelde – Göttingen | 120                           | DB Regio Südost    |
| RE 3  | Dresden – Freiberg (Sachs) – Chemnitz – Glauchau (Sachs) – Zwickau (Sachs) – Plauen (Vogtl) – Hof     | 060                           | BOB                |
| RB 30 | Dresden – Freiberg (Sachs) – Chemnitz – Glauchau (Sachs) – Zwickau (Sachs)                            | 060 (HVZ 30 Chemnitz–Zwickau) | BOB                |
| RB 37 | Glauchau (Sachs) – Glauchau-Schönbörnchen – Meerane – Gößnitz                                         | 120                           | City-Bahn Chemnitz |
| RB 92 | Glauchau (Sachs) – St. Egidien – Lichtenstein (Sachs) – Oelsnitz (Erzgeb) – Stollberg (Sachs)         | 060 (Mo–Fr)                   | City-Bahn Chemnitz |

### Zukünftige Linien
Ab Dezember 2026 wird der Bahnhof durch die Linie S5 (Glauchau-Leipzig-Halle) der Länderbahn an das Netz der S-Bahn Mitteldeutschland angeschlossen. Die Linie RB37 wird dadurch entfallen.